# Grijze bloesemboktor
De grijze bloesemboktor (Grammoptera abdominalis) is een keversoort uit de familie van de boktorren (Cerambycidae). De wetenschappelijke naam van de soort werd voor het eerst geldig gepubliceerd in 1831 door Stephens.